# Pomerančovník hořký

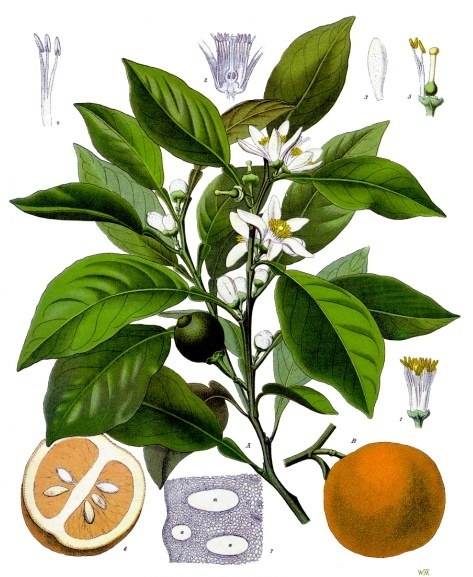
Zobrazení pomerančovníku hořkého

Pomerančovník hořký (Citrus × aurantium) je stálezelený, trnitý, subtropický strom dorůstající téměř do výše 10 m. Je považován za přirozeného křížence mezi mandarinkou obecnou (Citrus reticulata) a pomelem (Citrus maxima), od kterého si odnesl výrazně hořkou chuť plodů. Jeho místo vzniku nelze přesně vystopovat a proto bývá za původní oblast považována jihovýchodní Asie nebo sever indického subkontinentu.

## Rozšíření
Tato dřevina se do Evropy dostala dvěma cestami. S Araby koncem prvého tisíciletí přes severní Afriku, na jimi obsazený Pyrenejský poloostrov a s křižáky o tři sta let později při návratu ze svaté země. Arabové přivezli odrůdu hořkou, nyní rozšířenou ve Španělsku a křižáci hořkosladkou, která byla rozšířena po severní straně Středozemního moře a později do Ameriky i ostatních světadílů s teplým klimatem.

## Ekologie
Pomerančovníku hořkému se nejlépe daří v subtropickém, téměř tropickém podnebí, přesto bez újmy přežije krátkodobý pokles teploty pod bod mrazu. V tropech se pěstuje v nadmořské výšce nad 500 m. Prosperuje hlavně ve výživné, hlinité až jílovité, dobře odvodněné půdě s vysokou hladinou podzemní vody. Snáší i slabě zasolený substrát, ne však dlouho trvající sucho a silný vítr.

## Popis

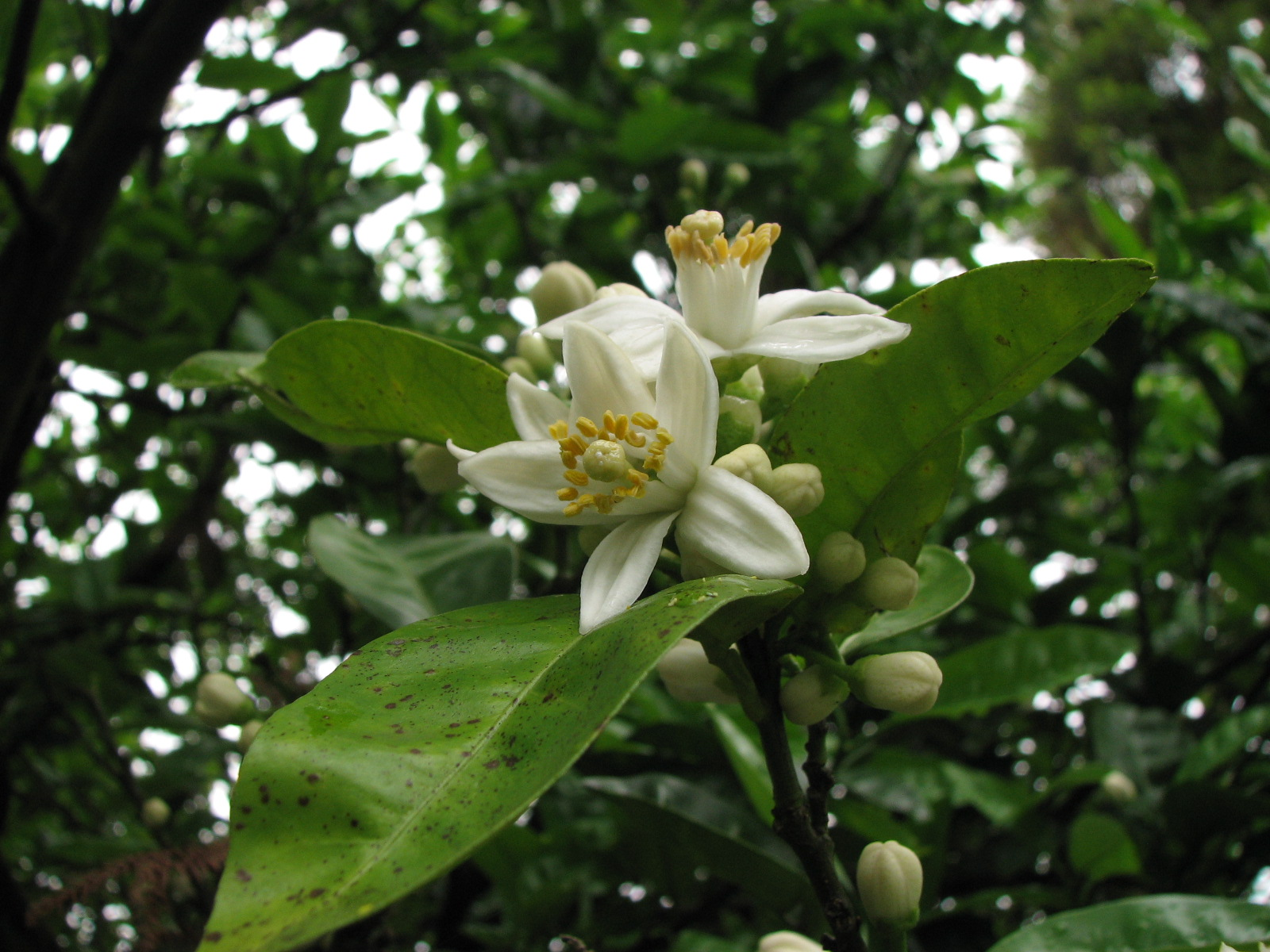
Květ

Stálezelený strom, dorůstající do výše až 10 m s hustou, kompaktní korunou. Jeho větve se šedohnědou kůrou jsou porostlé silnými trny dlouhými 5 až 8 cm a střídavými, kožovitými, na svrchní straně tmavé zelenými listy o délce 7 až 10 cm s křídlatými, 3 cm dlouhými řapíky. Čepele listů jsou vejčité až eliptické, u báze klínovité, po obvodě jemně zubaté a na vrcholu špičaté, na povrchu jsou pokryté drobnými žlázkami vylučující aromatické silice.
Z paždí listů nebo na konci větví vyrůstají samostatně nebo v malých vrcholících až 4 cm velké, voňavé květy. Mívají nejčastěji pět kališních a pět bílých korunních, poměrně pevných, úzkých, od sebe oddělených lístků obklopujících až 24 tyčinek se žlutými prašníky. Téměř z 90 % jsou květy oboupohlavné, ve zbytku samčí. Objevují se od května do června a jsou opylovány létajícím hmyzem, případně apomikticky.
Plod je tzv. hesperidium, specifický druh bobule, mající tvar kulovitý, mírně zploštělý či podlouhle oválný. Mívá ve zralosti v průměru 8 cm a drsnou, hořkou slupku jasně červeně oranžové barvy s mnoha olejovými žlázkami. Uvnitř plodu je 10 až 12 segmentů s hořkými blanitými stěnami obsahují silně kyselou dužinu s několika semeny. Střed zralého plodu bývá dutý.

## Rozmnožování
Dobře se množí ze semen, která jsou často polyembrionální a z jednoho semene vyklíčí dvě i více geneticky identických sazenic. Klíčí během dvou až třech týdnů při teplotě 15 °C a po jednom nebo nejpozději dvou létech by měly být semenáče vysázeny na trvalé stanoviště, starší rostliny nesnášejí přesazování. Nároky na další péči mají malé.
Nově vyšlechtěné odrůdy začínají kvést ve třech létech a do plné plodnosti se dostávají asi v osmi. Ekonomická životnost stromu bývá 25 až 30 let; existují stromy staré i několik století.

## Význam
Plody pomerančovníku hořkého jsou natolik kyselé, že se téměř nedají přímo konzumovat. V syrovém stavu se pojídají jen okrajově, např. v Mexiku se posolí a pomažou pastou z pálivých papriček. Hlavní jejich využití je pro výrobu marmelády. Místně je šťáva používána na ochucení ryb nebo se používá při pečení masa. Ze slupek nezralého ovoce se lisuje olej sloužící k ochucení cukrovinek, zmrzliny, želatiny, nealkoholických nápojů i likérů a k dodání vůně kosmetickým produktům. Mladé plody o velikosti třešně jsou zdrojem „petitgrainového oleje“ používaného při nervovém stresu, vyčerpání, nespavosti a k uklidnění mysli, bývá též součásti pravé kolínské vody. Z okvětí se destiluje „neroliová silice“ používána v kosmetice a aromaterapií (z 1 tuny lístků asi 1 litr oleje).
Nezralé slupky obsahují až 14 %, kdežto zralé jen do 3 %, neohesperidinu, látky z níž se po chemické úpravě stane „Neohesperidin DC“, jinak též E 959, sladidlo 20krát sladší než sacharin, které u potravin snižuje pocit hořkosti. Používá se v pekařských výrobcích, cereáliích, žvýkačkách, ovocných zmrzlinách, želé, nápojích, instantní kávě, džemech, sýrech, vaječných, mléčných i rybích výrobcích, atd.
Dřevo stromu má bělavou až světle žlutou barvu, jemné zrno a je velmi tvrdé. Je ceněno pro truhlářské a soustružnické práce, vyrábějí se z něj např. baseballové pálky.
Semenáče pomerančovníku hořkého se hojně používaly jako podnože pro pomerančovník čínský, stromy pak byly odolnější vůči nemocem a otužilejší proti chladu. Nyní se od toho upouští, neboť tyto podnože bývají infikovány a mohou dále šířit zhoubné virové onemocnění tristézu.

## Galerie

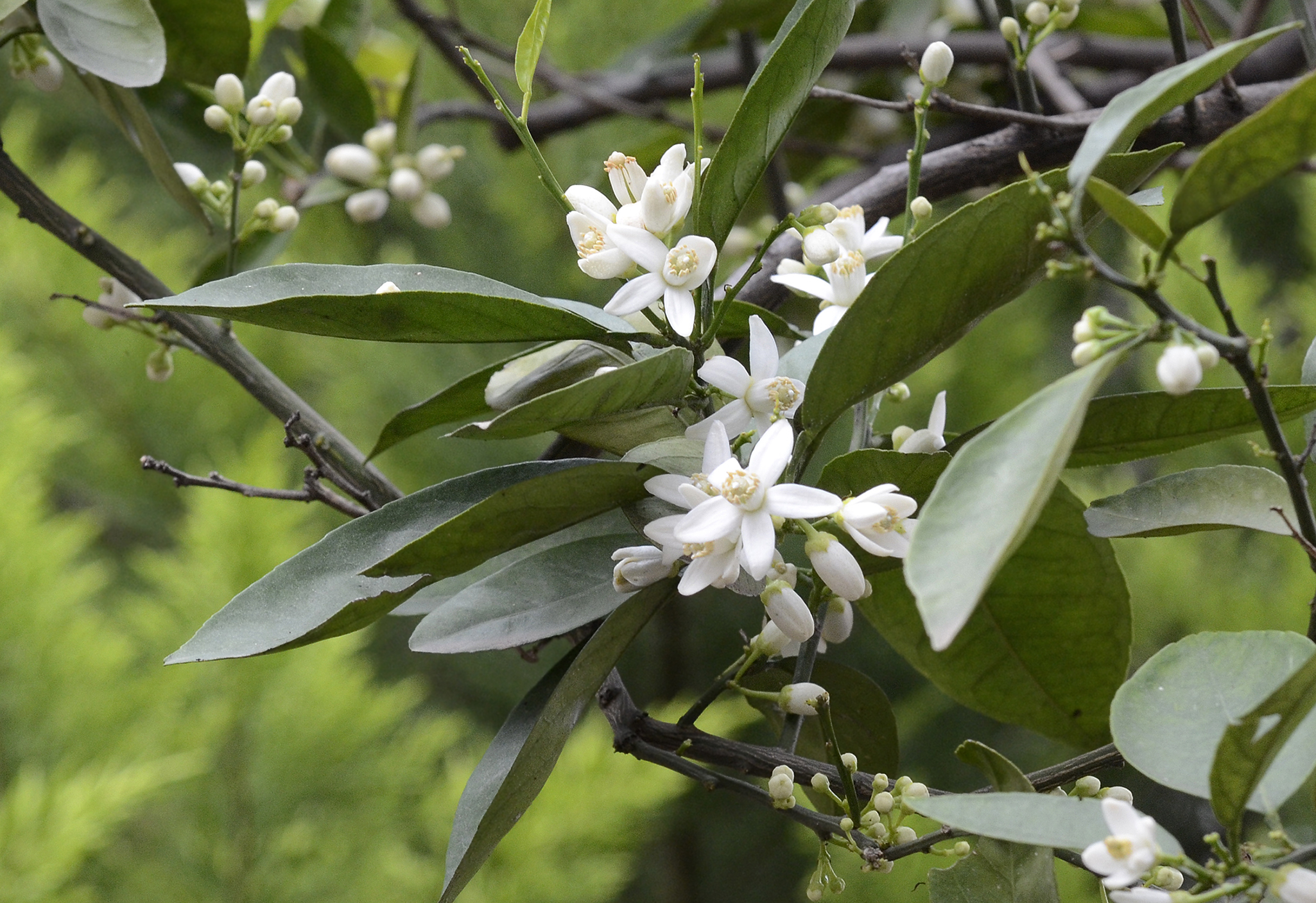
Květy
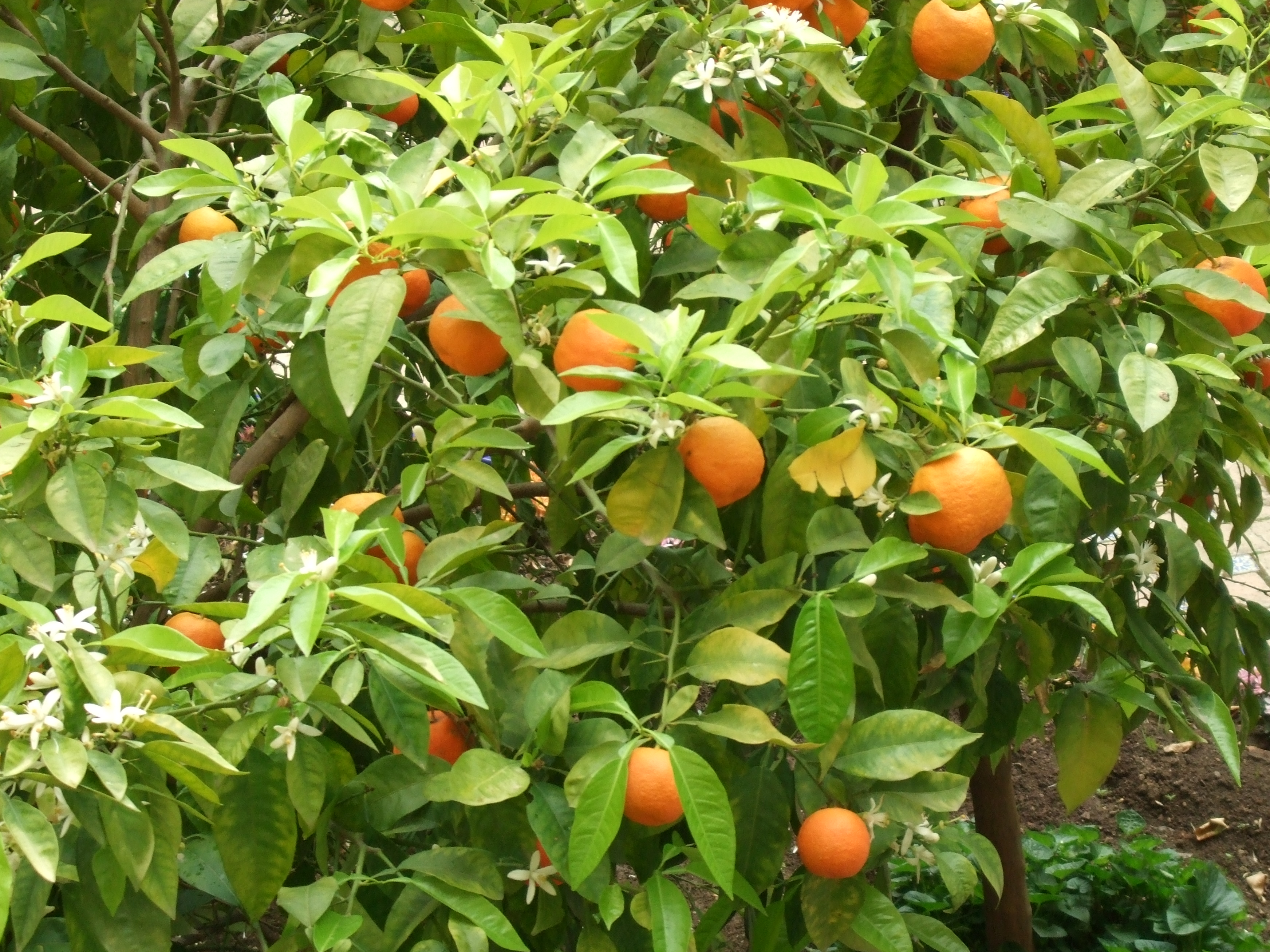
Listy a plody
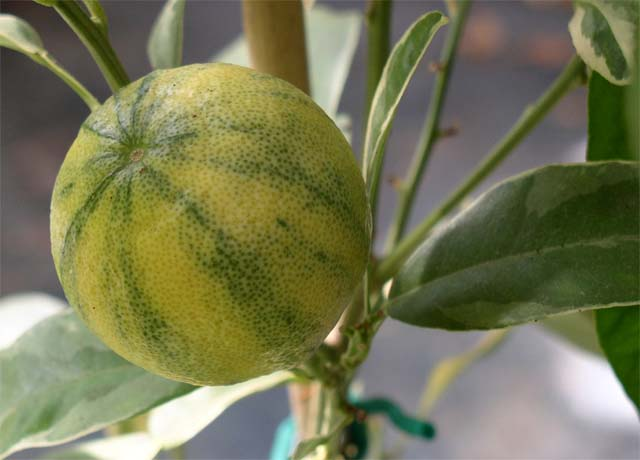
Panašovaný plod
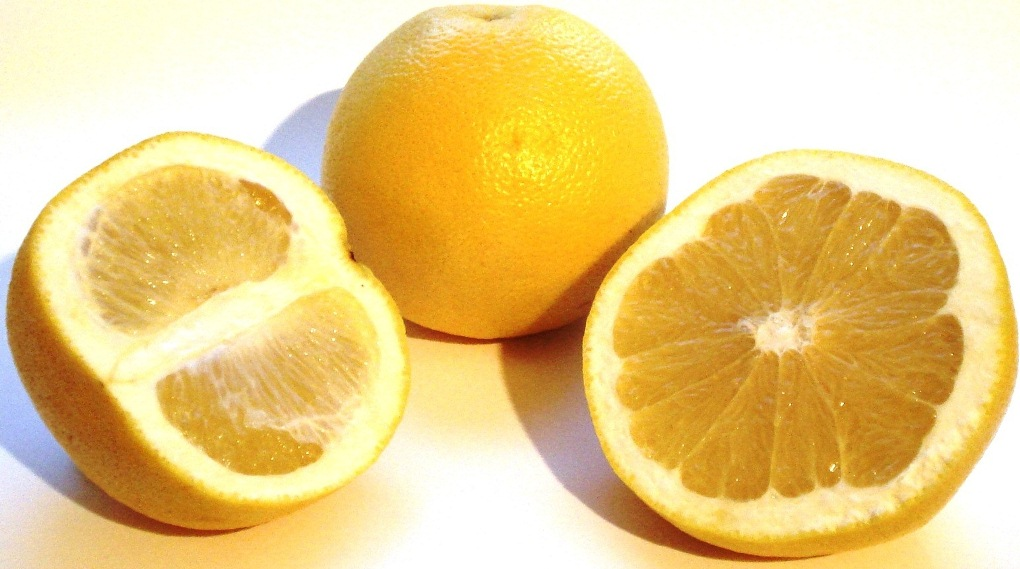
Plody